# NGC 1240
NGC 1240 في الفهرس العام الجديد، هو نجم ثنائي، يقع في كوكبة الحمل. اكتشف في 12 سبتمبر 1784 بواسطة ويليام هيرشل.

## روابط خارجية
- NGC 1240 على موقع ويكي سكاي: DSS2, SDSS, GALEX, IRAS, Hydrogen α, X-Ray, Astrophoto, Sky Map, Articles and images